# Иващук, Пётр Владимирович
Петр Владимирович Иващук (род. 1951) — генеральный директор общества «Научно-производственная агрофирма „Жемчужина Подолья“», Хмельницкая область, Герой Украины (2004).

## Биография
Родился 1 июля 1951 года.
Окончил Квитневскую среднюю школу. Был членом КПСС, в настоящее время — член Народной Партии Украины.
Высшее образование, кандидат сельскохозяйственных наук — кандидатская диссертация «Оптимизация технологии выращивания кукурузы на зерно в условиях Западных лесостепей Украины» (Подольский государственный аграрный университет, 2007).
В сентябре 1985 года стал заместителем председателя колхоза «Украина» и секретарём парткома в с. Квитневое (до 1966 года — село Бесовка).
14 июля 1988 года возглавил колхоз «Украина», которым руководит по сей день:
- с сентября 1992 года по январь 1998 года колхоз «Украина» существовал как агрофирма «Украина»,
- с января 1998 года по апрель 2003 года агрофирма «Украина» была переименовна в ТОО племзавод «Квитневое»,
- с апреля 2003 года — Научно-производственная агрофирма «Жемчужина Подолья» (укр. «Перлина Поділля»).

C этого времен Пётр Иващук является генеральным директором этого сельскохозяйственного предприятия, находящегося в с. Квитневое, Белогорского района Хмельницкой области.
Депутат Хмельницкого областного совета (с 2006).

## Награды и звания
- Герой Украины (с вручением ордена Державы, 21 августа 2004 — за выдающиеся личные заслуги перед Украинским государством в развитии агропромышленного комплекса, достижение стабильных высоких показателей в производстве сельскохозяйственной продукции, многолетний самоотверженный труд).
- Орден князя Ярослава Мудрого V степени (11.2009)[2].